# Caledon (Fluss)
Der Caledon oder Mohokare, wie er in Lesotho auch genannt wird, ist ein rechter Nebenfluss des Oranje in Südafrika.

## Verlauf
Er fließt vorzugsweise in südwestlicher Richtung und bildet die nordwestliche Grenze von Lesotho. Er entspringt nahe dem Ort Libono, fast am nördlichsten Punkt Lesothos auf einer Höhe von rund 2700 m. Dabei gibt es einen zweiten, größeren Quellfluss, der nördlich entspringt und Little Caledon heißt.
Die Hauptstadt Lesothos, Maseru, liegt am Caledon, ebenso weiter nördlich die südafrikanische Stadt Ficksburg.

## Hydrometrie
Die Abflussmenge des Caledon wurde am Pegel Wilgerdraai, bei etwa 85 % des Einzugsgebietes in m³/s gemessen (1988 bis 2021).

## Staudämme
Etwa 30 km südwestlich von Wepener wird der Caledon durch den Welbedacht-Stausee aufgestaut. Der Caledon mündet bei Bethulie in den Oranje und speist mit diesem den Gariep-Stausee. Der Caledon ist reich an Sedimenten, was in den Stauseen zu Problemen führt, da diese schnell an Staukapazität verlieren.